# Grå lärksopp
Grå lärksopp (Suillus viscidus) är en svampart som först beskrevs av L., och fick sitt nu gällande namn av Roussel 1806. Enligt Catalogue of Life ingår Grå lärksopp i släktet Suillus,  och familjen Suillaceae, men enligt Dyntaxa är tillhörigheten istället släktet Suillus,  och familjen Gomphidiaceae. Arten är reproducerande i Sverige. Utöver nominatformen finns också underarten bresadolae.
Grå lärksopp lever liksom andra arter bland lärksopparna (suillus) i symbios med lärk och förekommer främst i Alperna som är lärkens naturliga utbredningsområde. De förekommer dock även i andra områden dit lärken spridit sig. Den känns igen från övriga suillusarter genom sina mörka grå nyanser. Den grå lärksoppen är som ung en god matsvamp, men äldre exemplar är mjuka och oaptitliga.

## Källor

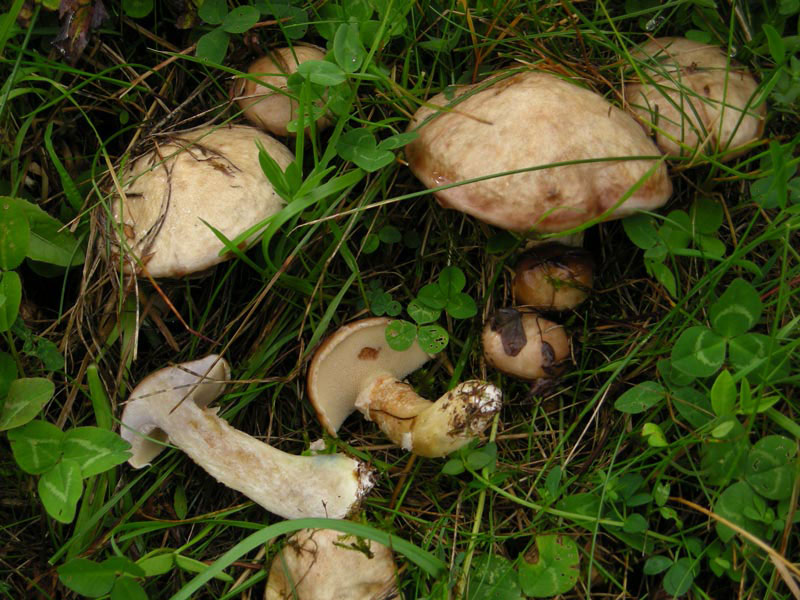